# عبدالله الجدعانی
عبدالله الجدعانی (عربی: عبدالله الجدعاني؛ زادهٔ ۶ مارس ۱۹۹۱) یک ورزشکار اهل عربستان سعودی است.
از باشگاه‌هایی که در آن بازی کرده‌است می‌توان به باشگاه فوتبال الشباب عربستان سعودی، باشگاه فوتبال الرائد عربستان سعودی، و باشگاه فوتبال نجران عربستان سعودی اشاره کرد.